# Peltolan haka
Peltolan haka este o arie protejată (arie specială de conservare — SAC, sit de importanță comunitară — SCI) din Finlanda întinsă pe o suprafață de 3,1 ha, integral pe uscat.

## Localizare
Centrul sitului Peltolan haka este situat la coordonatele 64°11′19″N 28°14′29″E / 64.1886°N 28.2414°E.

## Înființare
Situl Peltolan haka a fost declarat sit de importanță comunitară în iunie 2005 pentru a proteja un număr necunoscut de specii din flora spontană și fauna sălbatică aflate în arealul zonei. Situl a fost protejat și ca arie specială de conservare în aprilie 2015.

## Biodiversitate
Situată în ecoregiunea boreală, aria protejată conține 1 habitat natural: Pășuni din zone de pădure fino-scandinave.
La baza desemnării sitului se află un număr nedeclarat de specii protejate.